# Nez percé
Los nez percés (del francés 'nariz agujereada') son una tribu de habla sahaptiana, la más importante del grupo, que se hacía llamar Nei me po o Nùmípotrtókĕń. Eran llamados A pu pe (remadores) por los crow y también chopunnish. El nombre oficial proviene del francés nez percé, que significa nariz agujereada, y que hace referencia a la antigua costumbre de ponerse pendientes en la nariz, aunque parece ser que esta costumbre no estaba muy extendida entre ellos. Se dividían en siete grupos.

## Localización
Originariamente, vivían en el curso bajo del río Snake y en sus afluentes el río Salmon y el arroyo Clearwater, en el centro de los actuales estados de Idaho, Oregón y Washington. Actualmente se dividen en dos grupos:
- en Idaho, en la reserva Lapwai, con 750 000 acres (el 13 % pertenece a la tribu);
- en Washington, en la reserva Colville, compartida con otras tribus shahaptianas.

## Demografía
Los nez percé nunca fueron una tribu excesivamente numerosa. En 1870 eran unos 3000 individuos, pero hacia 1880 solo quedaban 418. En 1906 había 1534 en la reserva Colville (Idaho) y 83 en la Reserva Lapwai (Washington). Hacia 1960 eran en total 2200, de ellos 1525 en Idaho. En 1978 vivían 2100 en las reservas de Colville y Lapwai, y unos 750 más poseían 133 760 ha (hectáreas) fuera de la reserva; y unas 21 450 ha más eran cultivadas por otros.
Según Trafaer, eran 3500 en 1990, pero, según otras fuentes, eran 5000 en 1989. Según datos del censo de 2000, había 3983 indios, 300 mezclados con otras tribus, 1965 mezclados con otras razas y 287 de dos tribus mezclados con otras razas. En total, 6535 individuos.
Según datos de la BIA, en la reserva Nez Percé (Idaho) había 1839 habitantes (3300 en el rol tribal). La reserva Colville tenía 4929 habitantes (8355 en el rol tribal).

## Costumbres
Su cultura fue primitivamente oregoniana. Así mismo, como eran el grupo más situado al Este, recibieron una fuerte influencia cultural de los indios de las llanuras al este de las Rocosas. Su vida doméstica se centraba en muy pequeños poblados localizados en las corrientes de agua donde abundaba el salmón, el cual, una vez seco, constituía su principal fuente de alimentación. También recolectaban bayas y raíces.
Sus viviendas eran cabañas comunales de madera y cubiertas de hierbas, generalmente dos por poblado, (llamadas chopunnish), ocupadas por unas 38 familias y una casa larga para reuniones y ceremonias, llamada Lah-pitahl Ain-neet.
Cuando a comienzos del siglo XVIII (aproximadamente en 1720) obtuvieron caballos gracias al activo comercio con los shoshones, al menos en algunos grupos, su vida cambió radicalmente. Fueron capaces de organizar cacerías de bisontes y comerciar con tribus más allá de las Rocosas, hasta 120 km de Dallas, donde cambiaban ropa de bisonte por armas de fuego.
En cuanto a la guerra, adoptaron los honores de guerra, las danzas guerreras y las tácticas con caballos imitadas de los indios de las llanuras. También adoptaron el tipi como vivienda, y solían tener el rebaño de caballos más extensos del continente (aproximadamente entre 50 y 100 caballos por individuo), y eran los únicos entre todos los indios americanos que aprendieron a seleccionar los potros. Y como este enriquecimiento y expansión les permitía muchas consultas tribales e intertribales, tendieron a dominar las conferencias con otras tribus. También adoptaron la costumbre de cocinar con piedras calientes, como los sioux.
Las lanzas eran arpones de tres puntas unidas a un mango, de 2,5 m de largo, empleadas para pescar, cosa que también hacían con antorchas de brea. También elaboraban bolsas de cáscara de maíz y las exportaban.
En cuanto a la religión, creían en los somesh (poderes personales) y que era necesario que los jóvenes buscasen su wyatkin (poder del espíritu guardián), de manera similar a las tribus de las llanuras.

## Historia

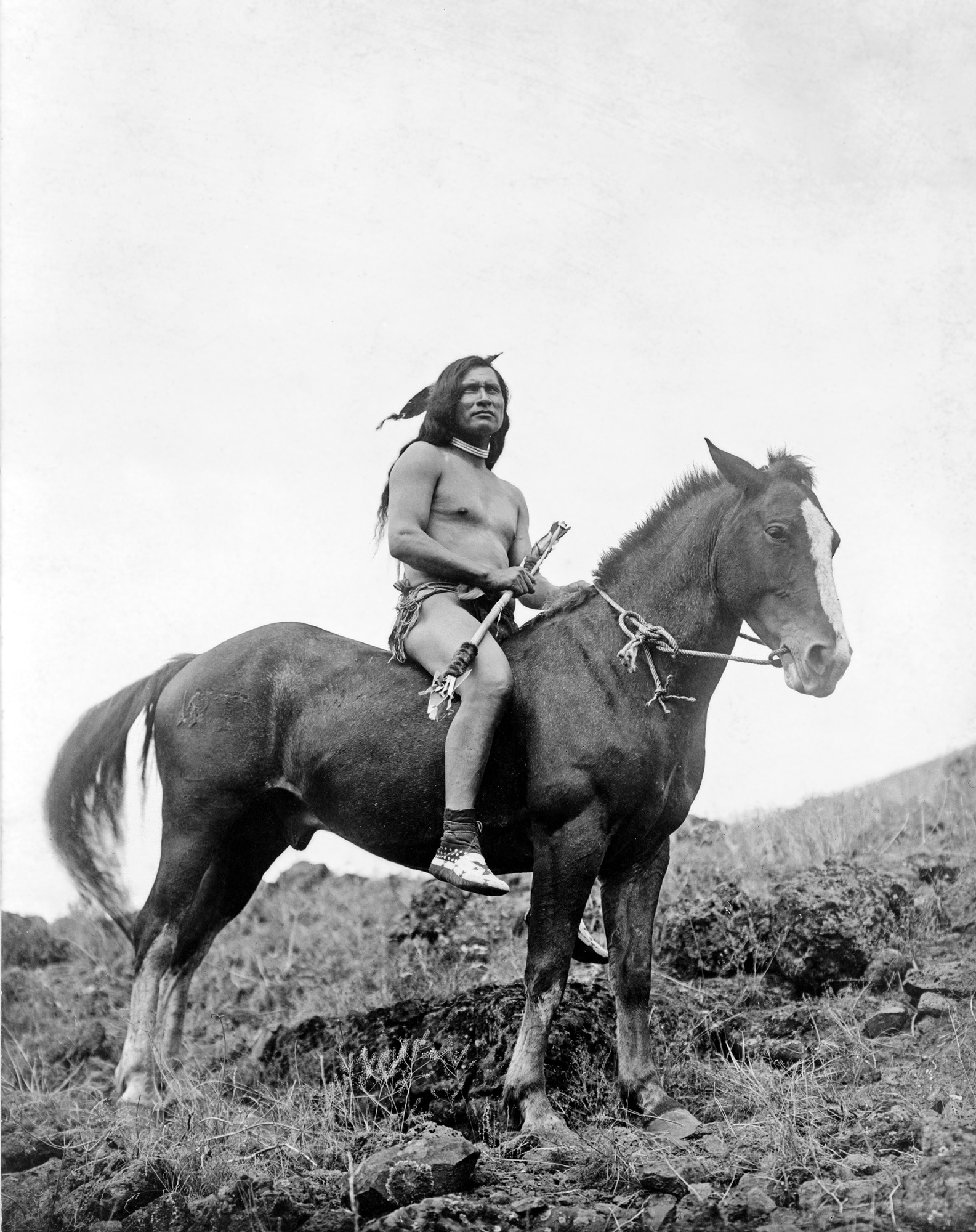
Guerrero nez percé a caballo (1910).

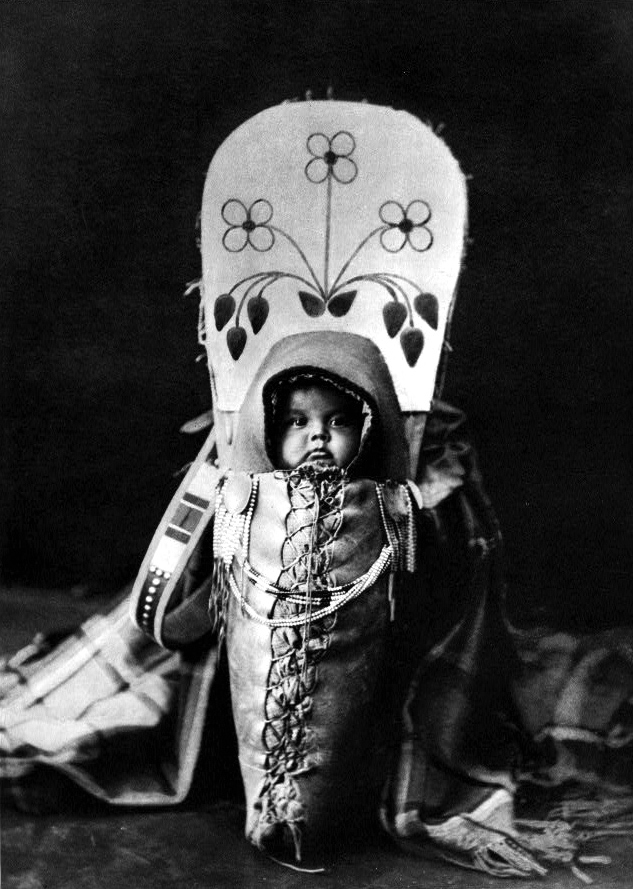
Niño nez percé (1911).

Según los restos arqueológicos, posiblemente llegaron al territorio actual hace entre 1000 y 3000 años. Probablemente eran unos 1300 individuos que estaban repartidos en 50 poblados pequeños. Hacían mantas de piel de conejo y cestos muy hermosos y flexibles.
Hacia 1720 adoptaron el caballo y se adaptaron a la vida de las llanuras. En 1805 fueron visitados por los exploradores norteamericanos Meriwether Lewis y William Clark (a quien llamarían Neeshnepahkeook o Nariz Cortada y Welammottin o Pelo Rizado) y contactaron con tramperos y comerciantes de pieles. El hombre blanco, llamado por ellos suyapo, ya les era conocido desde antes gracias a Watkumeis (Vuelta de un país lejano), una joven nez percé capturada por los pies negros y que tiempo después volvería a la tribu.
En 1811 su región comenzó a ser visitada por tramperos al servicio de la Compañía del Noroeste británica, que en 1825 establecería en su territorio Fort Walla Walla (también llamado Fort Nez Percé) para controlar la zona. Desde 1835, además, predicaría el protestantismo el padre Marcus Whitman. Ya en 1831 habían enviado una delegación a San Luis (Misuri) pidiendo misioneros cristianos. Pero, en 1840, la expansión norteamericana se dirigió hacia Oregón. En 1855 se celebró el Wallawalla Council con las tribus nez perce, yakama y cayuse, para negociar la compra de sus tierras. Los representantes de los nez percé fueron Aleiya o Lawyer, Tuekakas o Old Joseph, Looking Glass y Red Wolf. Tuekakas no firmó, pero sí lo hicieron Aleiya y otros, y así, por el Tratado de Stevens, obtuvieron una reserva en la mayor parte de su territorio, entre los ríos Clearwater y Salmon, al tiempo que Aleiya fue reconocido como único jefe de la tribu. Por su lado, Tuekakas fue hacia el valle de Wallowa.
Pero en 1860 se descubrió oro en los ríos Salmon y Clearwater, y la presión de la llegada de buscadores hizo revisar los términos del tratado. Así en 1863 fueron obligados a firmar el Tratado de Nez Percé, por el cual el tratado de 1855 fue revisado y cambiado truculentamente; la reserva quedó reducida en un 75 %, cedieron 6 932 270 acres y fue invadida por colonos y mineros blancos. En 1866, además unos 1700 fueron llevados a la reserva de Lapwai. Al mismo tiempo, el padre Henry Spalding intentó evangelizarlos de nuevo para contrarrestar la influencia del profeta Smohalla (1817-1900). Por otro lado, en 1872 un miembro de la tribu, John Monteith, fue oficial indio en el ejército.
En 1871 murió Tuekakas y le sucedió en el liderato su hijo Hinmatówyalahtqit (Trueno que rueda por la montaña), más conocido como Jefe Joseph (1840-1907), que imploró al presidente Ulysses S. Grant para que no les arrebataran el valle de Wallowa. Este prohibió el establecimiento de los blancos el 16 de junio de 1873, pero en 1875 se abrió el territorio de Wallowa a la colonización blanca, y en mayo de 1877 enviaron al general Howard para que les trasladase a la reserva Lapwai. Fue detenido el profeta de la tribu, Toohoolhoolzote, y les robaron el ganado. En represalia, mataron a 11 colonos y decidieron huir a Montana. Con 250 guerreros, 450 no combatientes y 2.000 caballos decidieron unirse a Looking Glass en Clearwater y huir a Canadá.
El 9 de agosto se enfrentaron a los 5000 soldados del general Nelson Miles en White Bird Canyon y Big Hole River (murieron 30 soldados y 80 indios, de ellos 2/3 mujeres y niños, y 40 soldados más fueron heridos). El 22 de agosto llegaron al parque Yellowstone, y William T. Sherman dio orden de cercarlos. Habían vencido nuevamente en Camas Meadows, pero perdieron un total de 239 guerreros. El 30 de agosto acamparon cerca de Bear Paw y fueron atacados por Howard. Murieron 24 soldados, 40 más resultaron heridos, y murieron unos 21 indios, entre ellos Looking Glass, Ollokot y Toohoolhoolzote.
Tras cinco meses de guerra, su tribu casi exterminada y 266 soldados muertos, Joseph se rindió. Mientras tanto, un grupo dirigido por White Bird huyó a Canadá con Toro Sentado (solo estaban a 30 km de la frontera; habían recorrido 1200 km).
Sherman, sin embargo, ignoró los términos de la rendición. Unos 431 fueron llevados a Fort Leavenworth (Kansas), y de los mismos en 1885 solo quedaban 287, debido a las enfermedades y las malas condiciones sanitarias. Unos 118 con Husshutiskute fueron trasladados entonces a Lapwai (Idaho), mientras que Joseph y 150 más, después de una breve estancia en un campo de concentración en Oklahoma, fueron llevados a la reserva Colville, donde murió en 1907.
Entre 1887 y 1934 intentaron aplicarles la General Allotment Act, por la cual se dividía la tierra comunal de la tribu en parcelas individuales para el cultivo. Y en 1893 les prometieron 1 626 222 dólares por 542 000 acres de la reserva, que finalmente no les pagaron.
En 1923 obtuvieron el derecho de formar un gobierno tribal. Corbett Lawyer (1877-), nieto de Aleiya, fue el primer presidente de la tribu, y el 26 de abril de 1926 adoptaron una constitución tribal. Al tiempo, Colville revivía una nueva versión de la religión Washani, llamada Seven Drums.
En 1960 recibieron de la Indian Claims Commission 3 millones de dólares en concepto de tierras expropiadas indebidamente. En 1971 el AIM denunció el hecho de que el cráneo de Chief Joseph adornaba el consultorio de un médico de Oregón. En 1973 se publicó el manifiesto Noon Nei-me-po, we the Nez Percé de Aleen Slickpoo. Y en 1977, en el centenario de la guerra nez percé, por primera vez se unieron las dos partes de la tribu en un solo acto.
Cabe destacar al antropólogo Archie Phinney (1903-1949), miembro del NCAI y autor de Nez Perce texts, recogidos de la tribu, y los escritores Joe Mclellan y William S. Penn.

## Enlaces
- Wikimedia Commons alberga una categoría multimedia sobre Nez percé.
- Página oficial tribal.
- Amigos de Bear Paw, Big Hole & Canyon Creek Battlefields.
- Registro de caballos Nez Percé.

- Datos: Q1123923
- Multimedia: Nez Perce / Q1123923